# Kolonia Osiek (województwo kujawsko-pomorskie)
Kolonia Osiek (do 31 grudnia 2019 Osiek-Kolonia) – wieś w Polsce położona w województwie kujawsko-pomorskim, w powiecie brodnickim, w gminie Osiek.
| SIMC    | Nazwa    | Rodzaj  |
| ------- | -------- | ------- |
| 1027596 | Kamionka | kolonia |

## Podział administracyjny
W latach 1975–1998 miejscowość administracyjnie należała do województwa toruńskiego.

## Demografia
Według Narodowego Spisu Powszechnego (III 2011 r.) liczyła 96 mieszkańców. Jest jedną z dwóch najmniejszych miejscowości gminy Osiek (liczba ludności żadnej z nich nie przekracza 100 osób).